# 洞口县
27°03′37″N 110°34′33″E / 27.06033°N 110.575842°E
洞口县位于中国湖南省中西部、是邵阳市西部下辖的一个县。为湖南省第八大、中国第53大肉类生产大县市。县人民政府駐洞口镇。区域总面积为2,179.47平方公里。

## 历史
洞口县始建于1952年2月16日，以武冈县（今武冈市）的第八、九、十、十一区全部和第三区部分地区为行政区域。因县城西南有洞口潭（洞口塘）得县名。

## 地理
洞口县地处雪峰山脉东麓，资水上游；地理上西北部为雪峰山脉，平均海拔500米以上，千米以上山峰百余座，普子垴海拔1821米，为辖境至高点。境内大小溪流130多条，分属资水和沅水二大水系，主要河流有资水、蓼水河、平溪江、黄泥江和公溪河。
相邻县级行政区有，北接溆浦县，东北与隆回县为邻，东南和武冈市接壤，西南与绥宁县接邻，西部和会同县交接，西北和洪江市相连。

## 人口
根據第七次人口普查數據，截至2020年11月1日零時，洞口縣常住人口為675495人。

## 行政区划
洞口县下辖3个街道办事处、14个镇、3个乡、3个民族乡：
文昌街道、雪峰街道、花古街道、江口镇、毓兰镇、高沙镇、竹市镇、石江镇、黄桥镇、山门镇、醪田镇、花园镇、岩山镇、水东镇、杨林镇、月溪镇、石柱镇、古楼乡、长塘瑶族乡、𦰡溪瑶族乡、渣坪乡、桐山乡、大屋瑶族乡和邵阳市茶铺茶场。
1982年12月31日，洞口县下辖8区和1区级镇、31乡和7乡级镇，1996年经过撤區併鄉区划调整，撤并为22乡镇，近年经过多次调整。

## 政治

### 现任领导
| 机构     | 洞口县人民政府 县长 | · 中国共产党 · 洞口县委员会 · 书记 | 洞口县人民代表大会 常务委员会 主任 | · 中国人民政治协商会议 · 洞口县委员会 · 主席 |
| -------- | ------------------- | ---------------------------------- | ---------------------------------- | -------------------------------------------- |
| 姓名     | 许治国              | 吴韬                               | 欧阳佑春                           | 向兵                                         |
| 民族     | 汉族                | 汉族                               | 汉族                               | 土家族                                       |
| 出生地   | 湖南省郴州市桂阳县  | 湖南省邵阳市邵阳县                 | 湖南省邵阳市隆回县                 | 湖南湘西土家族苗族自治州龙山县               |
| 出生日期 | 1977年6月（47歲）   | 1975年6月（49歲）                  | 1971年6月（53歲）                  | 1977年3月（47—48歲）                         |
| 就任日期 | 2024年11月          | 2021年4月                          | 2021年10月                         | 2024年11月                                   |

## 交通
- 320国道。
- 沪昆高速
- 洞城高速
- 懷衡鐵路：洞口站

## 事件
2011年7月，洞口縣就縣內治安問題進行問卷調查，被發現問卷內選項全是正面的形容詞，事件被傳媒報導，被在網上熱爆。

## 名胜古迹
- 迴龙洲，位于平溪江江心，形似巨龙回头。洲内古木参天，葱绿苍翠，洲青水绿，鸟语花香。
- 洞口塘：出县城沿平溪江西行1公里，江水从西横断雪峰山向东流去，两岸险峰对峙，形成峡谷，江水穿洞而去，至此形成深潭。
- 龙眼洞：位于雪峰山东麓，距县城3公里，属于喀斯特溶洞，约形成于6000万年前，恰似地下龙宫。
- 罗溪：位于洞口县西部的罗溪瑶族乡境内，平均海拨1200米，为国家级森林公园，素有“小西藏”之称，并誉为“神奇的绿洲”。
- 文昌塔：位于迴龙洲侧平溪江北岸，始建于清朝咸丰十年（1860年），为湖南省重点文物保护单位。
- 水东桥，清光绪三年建，跨于黄泥江；
- 义学书院、义学碑，清道光二十四年（1844年）建；
- 雪峰山：抗日阵亡将士墓，江口烈士塔等。